# Phora
Phora (лат.) — род мух-горбаток (Phoridae). Около 70 видов, распространённых, главным образом в Палеарктике (51 вид), Неарктике (15) и Ориентальной области (18, в том числе, 17 — в Китае). В тропиках известно только несколько видов (Неотропика — 3, Афротропика — 1), например, P. congolensis Beyer, 1965 (Центральная Африка), P. stictica Meigen, 1830 (Коста-Рика) и P. americana Schmitz & Wirth, 1954 (Мексика, Колумбия, Эквадор) (Borgmeier, 1968). Образ жизни малоизучен, кроме нескольких голарктических видов, обнаруженных на корневых тлях (Yarkulov, 1972).

## Систематика
Около 70 видов. Род относится к подсемейству Phorinae и наиболее близок к ориентальному роду Postoptica Disney (Brown, 1994).
- Phora aerea Schmitz, 1930
- Phora americana Schmitz and Wirth, 1954
- Phora atra (Meigen, 1804)
- Phora carlina Schmitz, 1930
- Phora coangustata Schmitz, 1927
- Phora concava Liu & Wang, 2010
- Phora congolensis Beyer, 1965
- Phora cristipes Schmitz and Wirth, 1954
- Phora greenwoodi Disney, 1989
- Phora holosericea Schmitz, 1920
- Phora michali Disney, in Disney and Durska 1998
- Phora nartshukae Zaitzev, 1977[6]
- Phora occidentata Malloch, 1912
- Phora paramericana Brown, 2000
- Phora pilifemur Borgmeier, 1963
- Phora postrema Borgmeier, 1963
- Phora rostrata Liu & Wang, 2010
- Phora stictica Meigen, 1830
- Phora sulcaticera (Borgmeier, 1963)
- Phora truncata Brown, 2000
- Phora tripliciseta Schmitz and Wirth, 1954
- Phora viridinota Brues, 1916
- Другие виды